# 杉本麻紀
杉本 麻紀（すぎもと まき、9月17日 - ）は、日本の女性MC。東京都出身、血液型はO型。

## 来歴・人物
主に、ラジオDJやスタジアムMCなどで、活躍している。メインパーソナリティーとして、鎌倉FM、レディオ湘南などのFM局への出演と、オンエアーステーションの宇津雄一氏の番組へレギュラー出演をしている。
艶っぽい特徴のある声から、ポッドキャスト番組ではセクシー系ナレーションも担当。

## ラジオ
- 鎌倉FM「Island in the world」（木曜21:00-22:00）
- レディオ湘南「Twilight Coast」（金曜17:00-20:00）
- オンエアーステーション「宇津雄一のタイトルいまだ考え中」（第二月曜）

## スタジアムMC
- ラグビー大学選手権
- ラグビートップリーグ
- ラグビー日本選手権

## ポッドキャスト番組
- JJazz.Net
  - SUNTORY presents WHISKY MODE（ナレーション）